# 가미미요리시오바라온센구치역
가미미요리시오바라온센구치역(일본어: 上三依塩原温泉口駅)은 일본 도치기현 닛코시에 있는 야간 철도 아이즈키누가와 선의 역이다.

## 역사
- 1986년 10월 9일: 시모노가미요리역으로 영업 개시.
- 1988년 10월 19일: 오토 터널 개통에 맞추어 가미미요리시오바라역으로 역명 변경.
- 1998년: 간토의 역 백선에 선정됨. 선정 이유는 "산악 역을 본떠 돋보이는 양식 뾰족한 부분은 모자 지붕의 역"이기 때문이다.
- 2006년 3월 18일: 가미미요리시오바라온센구치역으로 역명 변경.

## 역 구조
섬식 승강장 1면 2선의 지상역으로 교행이 가능하다.

### 승강장
| 번호 | 노선                | 방향 | 행선                                                     |
| ---- | ------------------- | ---- | -------------------------------------------------------- |
| 1    | ■ 아이즈키누가와 선 | 하행 | 아이즈코겐오제구치・아이즈타지마・아이즈와카마쓰 방면    |
| 2    | ■ 아이즈키누가와 선 | 상행 | 신후지와라・기누가와온센・도쿄 스카이트리・아사쿠사 방면 |

## 역 주변
- 닛코 시 미요리 생식물원
- 국도 제121호선
- 국도 제400호선

## 인접역
| 야간 철도 ■ 아이즈키누가와 선  | 야간 철도 ■ 아이즈키누가와 선   | 야간 철도 ■ 아이즈키누가와 선              |
| ------------------------------ | ------------------------------- | ------------------------------------------ |
| 나카미요리온센 신후지와라 방면 | □ 쾌속 "AIZU 마운트 익스프레스" | 아이즈코겐오제구치 아이즈코겐오제구치 방면 |
| 나카미요리온센 신후지와라 방면 | ■ 보통                          | 오지카코겐 아이즈코겐오제구치 방면         |